# Rosalie Du Puget
Rosalie Du Puget, née en 1795 et morte en 1875, était une auteure et traductrice française.
Du Puget a été élevée en Suède, où sa mère a émigré pendant la Révolution française. Après son retour en France, elle traduit de nombreux auteurs suédois : Carl Adolph Agardh, Fredrika Bremer, Emilie Flygare-Carlén, Anders Fryxell, Onkel Adam, Esaias Tegnér ou encore Zacharias Topelius.
Elle publie également trois ouvrages : Chefs-d’œuvre de théâtre suédois (1823), Les « Eddas », traduites de l'ancien idiome scandinave (1844) et Fleurs scandinaves. Choix de poésie (1858).
Un mémorial fut érigé sur sa tombe au Père Lachaise à Paris par la communauté suédoise.

## Sources
- (sv) Cet article est partiellement ou en totalité issu de l’article de Wikipédia en suédois intitulé « Rosalie Du Puget » (voir la liste des auteurs).
- Svensk uppslagsbok. Malmö 1931.